# Pavlos Kayalís
Pavlos Kayalís –en griego, Παύλος Καγιαλής– (Salónica, 14 de julio de 1984) es un deportista griego que compite en vela en la clase 470. 
Participó en los Juegos Olímpicos de Río de Janeiro 2016, obteniendo una medalla de bronce en la clase 470 (junto con Panayotis Mantis). Ganó dos medallas de bronce en el Campeonato Mundial de 470, en los años 2013 y 2014, y tres medallas en el Campeonato Europeo de 470 entre los años 2010 y 2018.

## Palmarés internacional
| \| Juegos Olímpicos \| Juegos Olímpicos \| Juegos Olímpicos \| Juegos Olímpicos \| \| Año \| Lugar \| Medalla \| Clase \| \| ------------------ \| ----------------------- \| ----------------- \| ---------------- \| \| 2016 \| Río de Janeiro (Brasil) \| Medalla de bronce \| 470 \| \| Campeonato Mundial \| \| \| \| \| Año \| Lugar \| Medalla \| Clase \| \| 2013 \| La Rochelle (Francia) \| Medalla de bronce \| 470 \| \| 2014 \| Santander (España) \| Medalla de bronce \| 470 \| \| Campeonato Europeo \| \| \| \| \| Año \| Lugar \| Medalla \| Clase \| \| 2010 \| Estambul (Turquía) \| Medalla de oro \| 470 \| \| 2015 \| Aarhus (Dinamarca) \| Medalla de plata \| 470 \| \| 2018 \| Burgas (Bulgaria) \| Medalla de plata \| 470 \| |                         |                   |       |
| Juegos Olímpicos |                         |                   |       |
| Año | Lugar                   | Medalla           | Clase |
| 2016 | Río de Janeiro (Brasil) | Medalla de bronce | 470   |
| Campeonato Mundial |                         |                   |       |
| Año | Lugar                   | Medalla           | Clase |
| 2013 | La Rochelle (Francia)   | Medalla de bronce | 470   |
| 2014 | Santander (España)      | Medalla de bronce | 470   |
| Campeonato Europeo |                         |                   |       |
| Año | Lugar                   | Medalla           | Clase |
| 2010 | Estambul (Turquía)      | Medalla de oro    | 470   |
| 2015 | Aarhus (Dinamarca)      | Medalla de plata  | 470   |
| 2018 | Burgas (Bulgaria)       | Medalla de plata  | 470   |